# Гук Євген-Йосафат Михайлович
Гук Євген-Йосафат Михайлович («Рубікон», «Сірий», «Шлях», «Щипавка»; 1924, с. Іскань Перемиського пов. Підкарпатського в-ва, Польща — 11 травня 1951, Бережанський р-н Тернопільської обл.) — лицар Срібного хреста бойової заслуги УПА 2 класу та Бронзового хреста заслуги УПА.

## Життєпис
Народився у сім'ї Михайла і Зиновії Гук. Зростав у сім'ї священика й учительки, де отримав належне виховання. Освіта — незакінчена середня: закінчив народно школу у селі, навчався у Державній гімназії з українською мовою навчання в Перемишлі (1936-?), Лісових фахових курсах у Львові (1942—1944), де закінчив три семенстри. З наближенням фронту повернувся додому. Учасник збройного підпілля ОУН на Перемищині з лютого 1945 р. Помічник керівника ІІІ району в надрайоні «Холодний Яр» (весна 1945), канцелярист референтури СБ І округи (Перемищина і Лемківщина) Закерзонського краю ОУН (літо 1945 — 05.1946). Навчання підстаршинській школі УПА ім. полк. «Коника» ВО 6 «Сян» (05.-30.06.1946), яку закінчив зі ступенем старшого вістуна. Секретар керівника І округи Мирослава Гука — «Григора» (07.1946 — поч. 1947), співробітник референтури СБ І округи (Перемищина і Лемківщина) Закерзонського краю ОУН (1947). Восени 1947 р. з групою підпільників перейшов кордон та деякий час діяв на території Львівського краю ОУН (осінь 1947 — 06.1948). Влітку 1948 р. переведений у Подільський край ОУН. Референт СБ Бережанського надрайонного проводу ОУН (06.1946 — ?), який до літа 1949 р. підпорядковувався Бережанському, а відтак Чортківському окружним проводам ОУН, референт СБ Тернопільського окружного проводу ОУН (1950-05.1951).
Загинув від вибуху міни-сюрпризу, який був закладений органами МДБ у повстанську пошту.

## Звання
- Старший вістун (30.06.1946),
- хорунжий СБ (30.06.1950).

## Нагороди і відзнаки
- Бронзовий хрест заслуги (25.07.1951),
- Срібний хрест бойової заслуги 2 класу (20.06.1952)
- три Срібні Зірки за поранення (31.08.1949).